# 왕중왕 (비디오 게임)
왕중왕은 빅콤이 1994년 발매한 아케이드 대전 격투 게임이다. 대한민국에서 개발된 유일한 네오지오 전용 게임으로, 빅콤사의 첫 작품이다. 한국 외 지역에선 파이트 피버(Fight Fever)라는 제목으로 발매됐다.

## 등장인물
- 한배달(대한민국)

태권도 선수.
- 김훈(멕시코)

한국인과 멕시코인의 혼혈로 태권도 선수.
- 미유키(일본)

에어로빅 강사.
- 칭따오(중국)

- 닉 코만도(미국)

미군 그린베레의 중대장.
- 매직 덩커(미국)

농구선수.
- 골리오(브라질)

- 로펜 하이머(독일)

호프집을 운영하고 있다.
- 태극선사(대한민국): 중간보스

- 가라데 겐지(일본): 최종보스